# Caner Baykan
Caner Baykan (* 2. Dezember 1987) ist ein türkischer Eishockeyspieler, der seit 2013 bei Buz Korsanlar in der zweiten türkischen Liga unter Vertrag steht.

## Karriere
Caner Baykan begann seine Karriere als Eishockeyspieler beim Kocaeli Büyükşehir Belediyesi Kağıt SK, für den er in der Saison 2004/05 sein Debüt in der Türkischen Superliga gab. 2007 wurde er mit seiner Mannschaft türkischer Landesmeister. Zudem wurde er mit dem Team 2005, 2006, 2008, 2009 und 2012 türkischer Vizemeister. Seit 2013 steht er für den Zweitligisten Buz Korsanlar auf dem Eis.

### International
Für die Türkei nahm Baykan im Juniorenbereich 2005 an der Qualifikation zur Division III der U18-Weltmeisterschaft und am Turnier der Division III selbst teil. 2006 und 2007 spielte er jeweils in der Division III der U20-Weltmeisterschaft. 
Mit der Herren-Nationalmannschaft nahm er an den Wettkämpfen der Division II 2005, 2007 und 2010 sowie an den Weltmeisterschaften der Division III 2006, 2008 und 2012 teil. Zudem stand er bei der Vorqualifikation für die Olympischen Winterspiele 2010 in Vancouver für das Team vom Bosporus auf dem Eis.

## Erfolge und Auszeichnungen
- 2006 Aufstieg in die Division II bei der Weltmeisterschaft der Division III
- 2007 Türkischer Meister mit dem Kocaeli Büyükşehir Belediyesi Kağıt SK
- 2012 Aufstieg in die Division II, Gruppe B, bei der Weltmeisterschaft der Division III